# YapBrowser
YapBrowser, también conocido como YapSearch o YapCash, es un explorador de Internet que fue eliminado después de que especialistas en seguridad descubrieran que mostraba pornografía infantil. El programa ha reaparecido cambiando la política de dicho explorador: ahora pretende proteger a los usuarios corrigiendo vulnerabilidades del navegador para evitar infecciones de virus informáticos.
El sitio que hospeda el programa está en Rusia e incluye una "versión para adultos" que deja a los usuarios buscar y ver páginas pornográficas gratuitamente.
El sitio incluso ofrece una "garantía del cien por cien" en la que asegura como resultado de usar este programa no se producirá ninguna infección del sistema con software malicioso, pero especialistas en seguridad señalan a YapBrowser como una seria amenaza para sus usuarios.
McAfee señala a YapBrowser como un "programa potencialmente no deseado" que redirige al usuario para usar el portal de búsqueda yapsearch.com.